# Latvijas Zemnieku savienība
Die Latvijas Zemnieku savienība (LZS; deutsch Bauernverband Lettlands) ist eine bäuerliche politische Partei in Lettland.
Bei der Parlamentswahl in Lettland 2002 bildete sie zusammen mit den Grünen das Bündnis der Grünen und Bauern (Zaļo un Zemnieku savienība), das 9,5 % der Stimmen und 12 von 100 Sitzen gewann.
Bei der letzten Parlamentswahl in Lettland 2022 erreichte das Bündnis 12,4 % der Stimmen und damit 16 von 100 Sitzen.
Die Partei sieht sich als Nachfolger der von 1917 bis 1934 bestehenden Latviešu Zemnieku savienība.

## Wahlergebnisse
| Jahr | Stimmen | Anteil | Mandate  | Platz |
| ---- | ------- | ------ | -------- | ----- |
| 1993 | 119.116 | 10,7 % | 12/100   | 4.    |
| 1995 | 60.498  | 6,3 %  | 1        | 6.    |
| 1998 | 23.732  | 2,5 %  | 0/100    | 7.    |
| 2002 | 93.759  | 9,5 %  | 9/100 2  | 5.    |
| 2006 | 151.595 | 16,8 % | 14/100 3 | 2.    |
| 2010 | 190.025 | 20,1 % | 15/100 4 | 2.    |
| 2011 | 111.955 | 12,2 % | 7/100 5  | 5.    |
| 2014 | 176.922 | 19,7 % | 9/100 6  | 3.    |
| 2018 | 83.675  | 9,9 %  | 5/100 7  | 6.    |

| Jahr | Stimmen | Anteil | Mandate | Platz |
| ---- | ------- | ------ | ------- | ----- |
| 2004 | 24.405  | 4,3 %  | 0/9 8   | 8.    |
| 2009 | 29.463  | 3,7 %  | 0/8 9   | 10.   |
| 2014 | 36.637  | 8,3 %  | 1/8 9   | 4.    |
| 2019 | 25.252  | 5,3 %  | 0/8 9   | 6.    |
| 2024 | 11.849  | 2,3 %  | 0/8 10  | 9.    |